# Référendum liechtensteinois de 1986
Un référendum a lieu au Liechtenstein le 7 décembre 1986.

## Contenu
Le référendum porte sur une modification de l'obtention de la nationalité liechtensteinoise.

## Contexte
Le projet de loi facilite l'obtention de la nationalité par naturalisation pour les étrangers de mères liechtensteinoises et de pères étrangers. Les individus doivent renoncer à leur nationalité précédente et avoir vécu au Liechtenstein pendant 30 ans. Les années passées dans le pays avant 20 ans comptent double.
Il s'agit d'un référendum facultatif d'origine parlementaire : le Landtag décide de soumettre le projet de loi voté le 14 octobre 1986 à la votation populaire dans le cadre de l'article 66 de la constitution.

## Résultat
| Choix                       | Votes  | %     |
| --------------------------- | ------ | ----- |
| Pour                        | 4 874  | 52,04 |
| Contre                      | 4 492  | 47,96 |
| Votes blancs et invalides   | 569    | –     |
| Total                       | 9 935  | 100   |
| Inscrits/Participation      | 12 636 | 78,62 |
| Source : Démocratie Directe |        |       |